# Ampfer-Purpurspanner

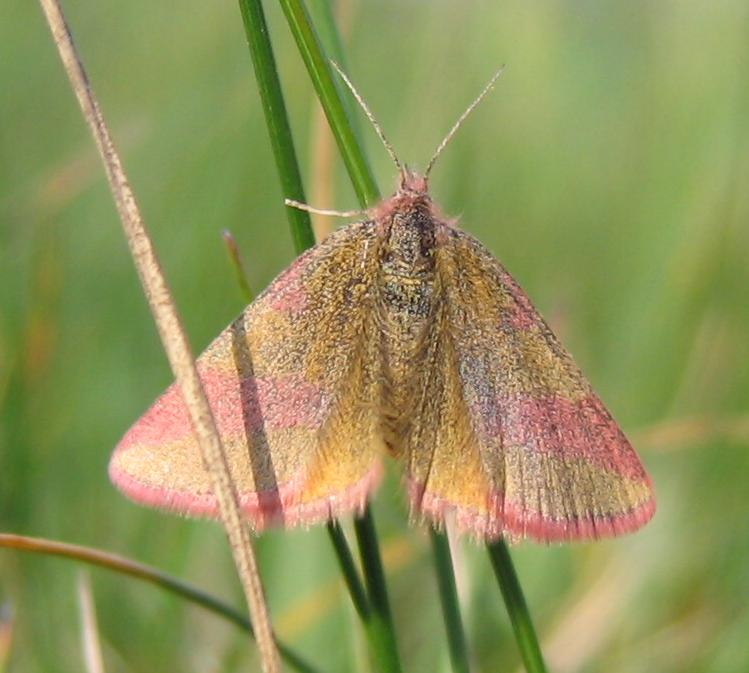
Weibchen mit blassen Binden und grünlich angehauchter Grundfarbe, Frühjahrsgeneration

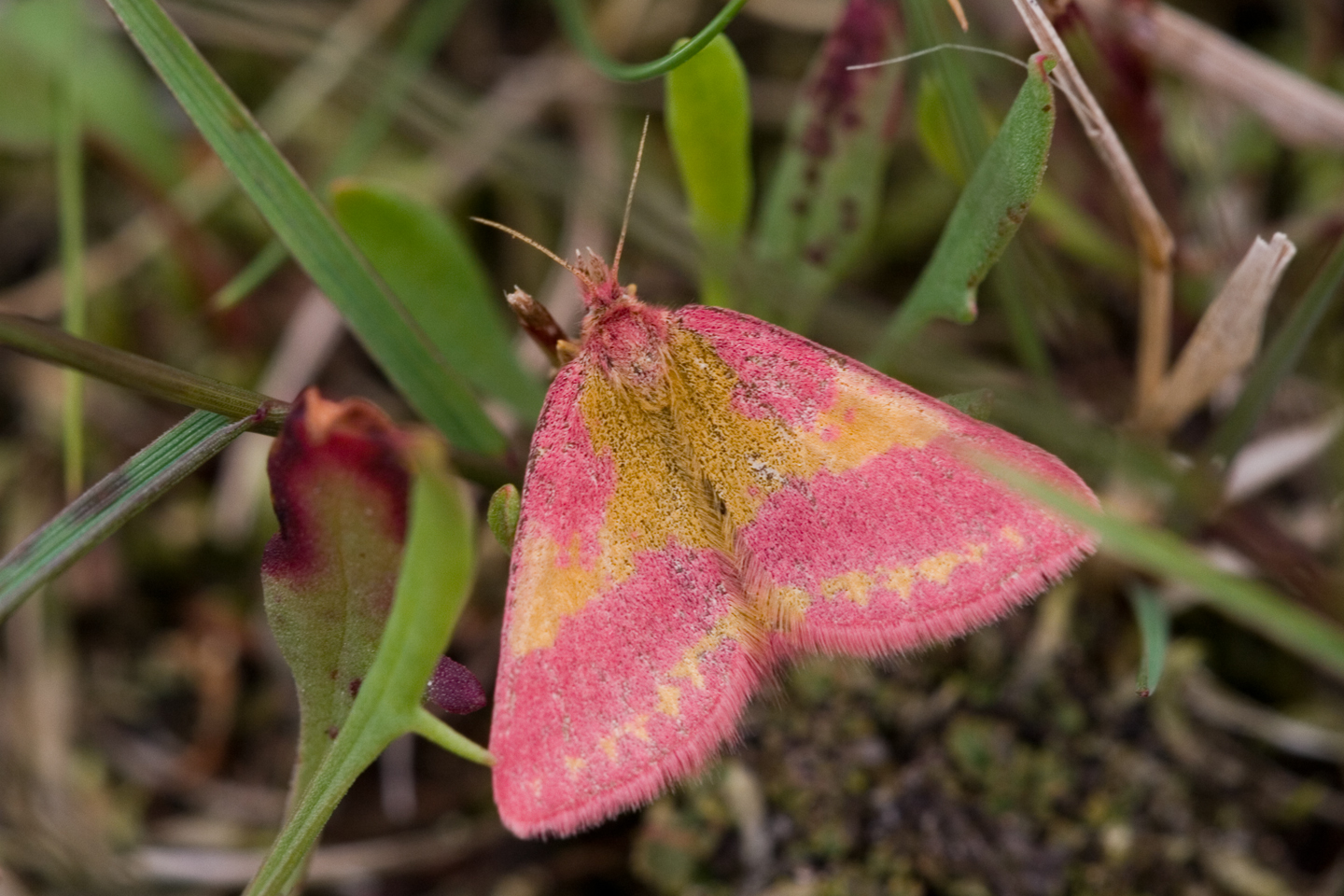
Weibchen

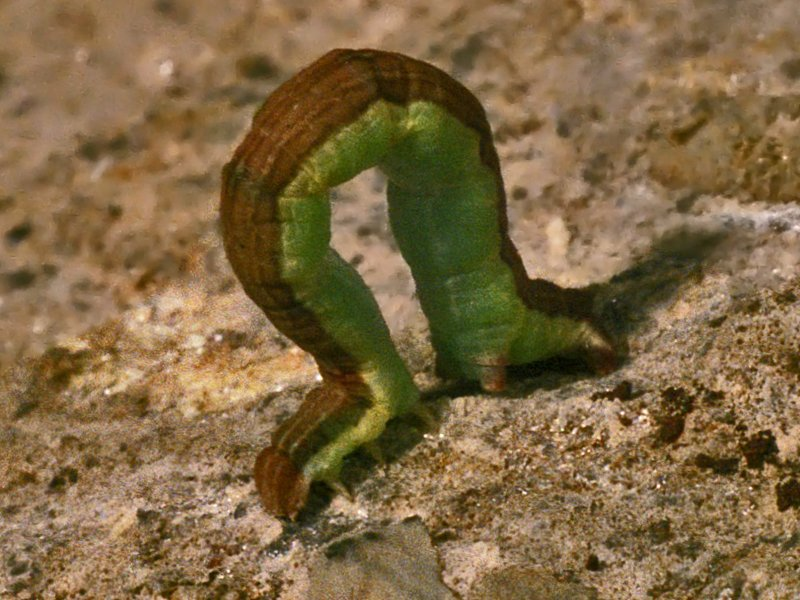
Raupe des Ampfer-Purpurspanners

Der Ampfer-Purpurspanner (Lythria cruentaria), auch einfach nur Purpurspanner, Sauerampfer-Purpurbindenspanner oder Vogelknöterich-Purpurbindenspanner genannt, ist ein Schmetterling aus der Familie der Spanner (Geometridae).

## Merkmale
Die Falter sind sehr variabel in Zeichnung und Farbe. Sie sind teilweise kaum vom Knöterich-Purpurspanner (Lythria purpuraria) zu unterscheiden und werden oft mit dieser Art verwechselt. Die Grundfarbe der Vorderflügel reicht von einem kräftigen Gelb, über Hellbraun bis zu einem Olivgrün. Auf den Vorderflügeln sind drei rote Querbinden, von denen aber meist die zwei hinteren zu einer breiten Binde verschmolzen sind. Die Binden reichen jeweils bis zum Hinterrand der Vorderflügel. Am Vorderrand sind sie oft aufgegabelt. Das Rot reicht dabei von einem kräftigen Karmesinrot bis zu einem feinen Rosa. Bei manchen Exemplaren heben sich die Binden kaum von der Grundfarbe ab. Die äußeren Ränder sind ebenfalls rot, entsprechend der Farbe der Binden gefärbt. Die Hinterflügel sind in derselben Grundfarbe wie die Vorderflügel, die äußeren Ränder sind ebenfalls rot gefärbt. Die große Variabilität in Farbe und Zeichnung führte in der Vergangenheit zur Aufstellung von einer ganzen Reihe von Formtypen. Die Falter der Frühjahrs- und Sommergeneration unterscheiden sich deutlich in der Größe und teilweise auch in der Farbe. Die Frühjahrsgeneration ist deutlicher kleiner. Der Saugrüssel ist nur schwach ausgebildet.
Das längliche, etwa zweimal so lange wie breite Ei ist gelblichgrün. Es besitzt auf der Oberfläche eine unregelmäßig polygonale Netzstruktur. Die Raupen sind an der Oberseite meist rotbraun, es kommen jedoch auch anders gefärbte Exemplare vor. Die Seitenlinien sind grünlich, die Bauchseite hellgrün bis gelblich. Der Kopf ist bräunlich mit Mittelstrich. Die Puppe ist grau bis graugelb mit vier Reihen dunkler Doppelpunkte auf dem Rücken. Kopf- und Abdomenbereich sind oft leicht grünlich gefärbt.

## Vorkommen und Lebensraum
Die Art ist über ganz Europa verbreitet, mit Ausnahme der Britischen Inseln, den Alpen und dem Alpenvorland. Auch in Nordwestdeutschland ist sie seltener. Im Süden erstreckt sich das Verbreitungsgebiet von Spanien über Sardinien nach Italien und die Balkanhalbinsel, im Osten über das Baltikum und Russland bis zum Kaukasus und zum Ural und weiter nach Kasachstan. Sie kommt auf warmen trockenen Wiesen, Brachen, Sand- und Heideflächen, vor allem auf sandigen und felsigen Böden vor. In den Mittelgebirgen sind sie bis etwa 800 Meter nachgewiesen, in Südeuropa bis auf 1500 Meter.

## Lebensweise
Die Art fliegt in zwei Generationen von Mitte März bis Mai und von Juni bis September, regional jedoch etwas unterschiedlich. Die Eier werden an den Nahrungspflanzen der Raupen, insbesondere dem Kleinen Sauerampfer (Rumex acetosella), aber auch dem Wiesen-Sauerampfer (Rumex acetosa), abgelegt. Die Raupen sitzen ab Ende Mai bis Ende Juni und von Ende August bis Mitte Oktober an den Blüten und Früchten. Die Verpuppung erfolgt in einem Gewebe zwischen Pflanzenteilen. Die Puppe ist das Stadium der Überwinterung.

## Systematik und Phylogenie
Die Tribus Lythriini Herbulot, 1962 und damit auch die Gattung Lythria Hübner, 1823 und die Art Lythria cruentaria (Hufnagel, 1767) wurde 2008 von der Unterfamilie Larentiinae in die Unterfamilie Sterrhinae transferiert.
Nach der dort favorisierten Phylogenie stellt Lythria cruentaria die Schwestergruppe eines kleinen Monophylum bestehend aus den beiden Arten Lythria sanguinaria und Lythria purpuraria dar. Allerdings konnten die restlichen Arten der Gattung Lythria, Lythria plumularia und Lythria venusta bisher noch nicht in die phylogenetischen Untersuchungen mit einbezogen werden.

## Gefährdung
Der Ampfer-Purpurspanner ist in Bayern und Thüringen vom Aussterben bedroht, in Hamburg, Niedersachsen und Rheinland ist sie gefährdet, wenn die Lebensraumzerstörung weiter fortschreitet.